# Щитолистник обыкновенный
Щитолистник обыкновенный (Hydrocotyle vulgaris) — цветковое растение рода Щитолистник (Hydrocotyle) семейства Аралиевые (Araliaceae).

## Описание
Многолетнее травянистое растение с тонким ползучим стеблем, имеющим длину 10-60 (100) см, которое приживается, на узлах развиваются листья и цветоносы. Листья расположены на длинных опушенных черенках наверху с небольшими округлыми прилистниками; листовые пластинки округлые, имеющие диаметр 1,5-3,5 см, сверху голые, снизу часто опушенные, по краю двояковыпуклые, щитковидно-воронковидные, прикреплённые в центре к черенкам. Соцветия одиночные. Цветки мелкие, почти сидячие, немногочисленные, с одним кожисто-яйцевидным покровным листом; лепестки яйцевидные, плоские, белые. Плод — вислоплодник.

## Распространение
Распространён в Атлантической и Восточной Европе, юге Скандинавии и на полуострове Малая Азия в северном Средиземноморье. В Белоруссии данный вид является крайне редким и внесён в Красную книгу. Места произрастания: заболоченные черноольховые леса, луга, торфяники; иногда встречается в воде.

## Особенности биологии
Цветёт в июле, плодоносит в августе. Имеет семенное и вегетативное размножение.